# Redemptoristen

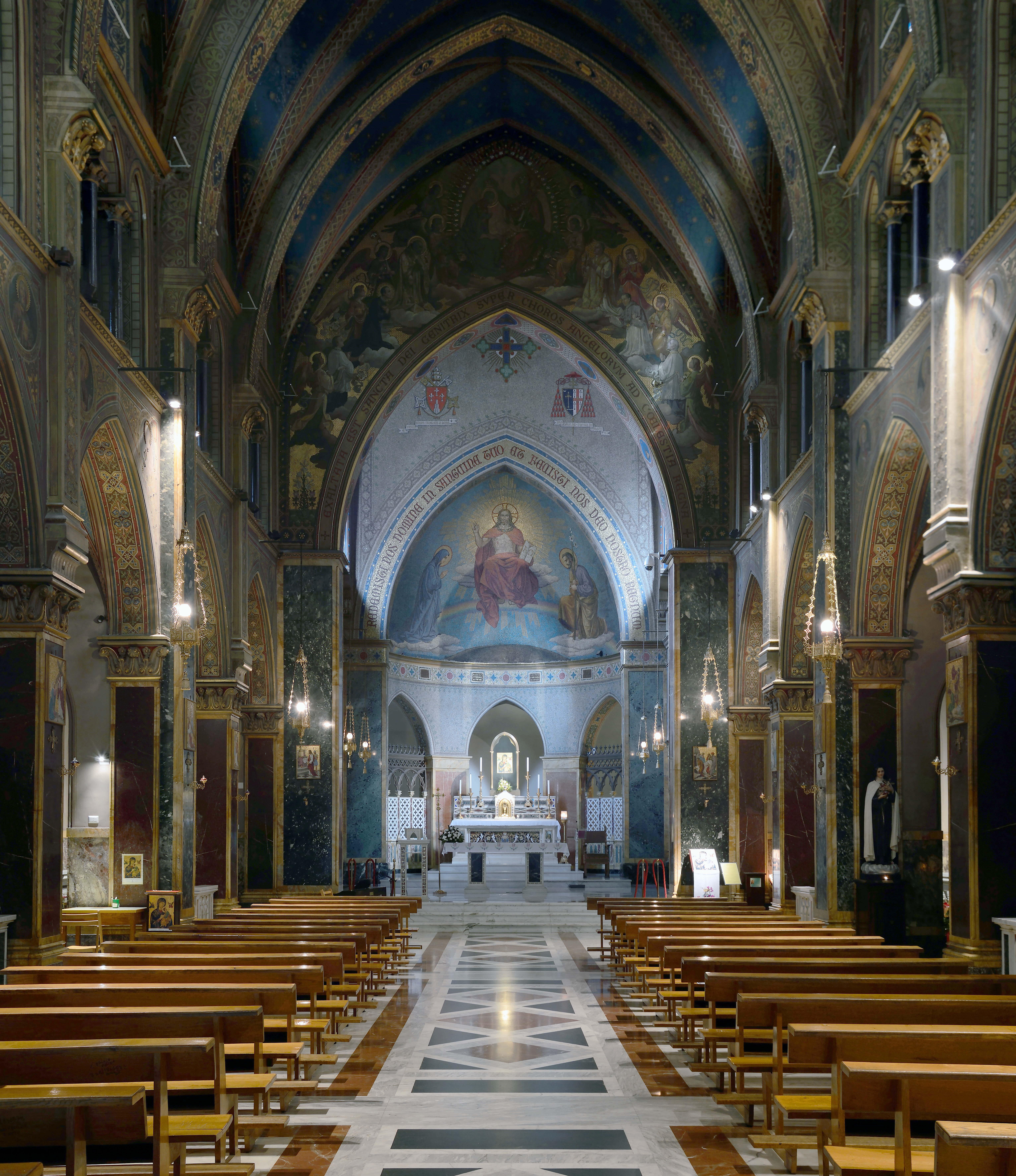
De redemptoristenkerk Santissimo Redentore e Sant'Alfonso in Via Merulana in Rome

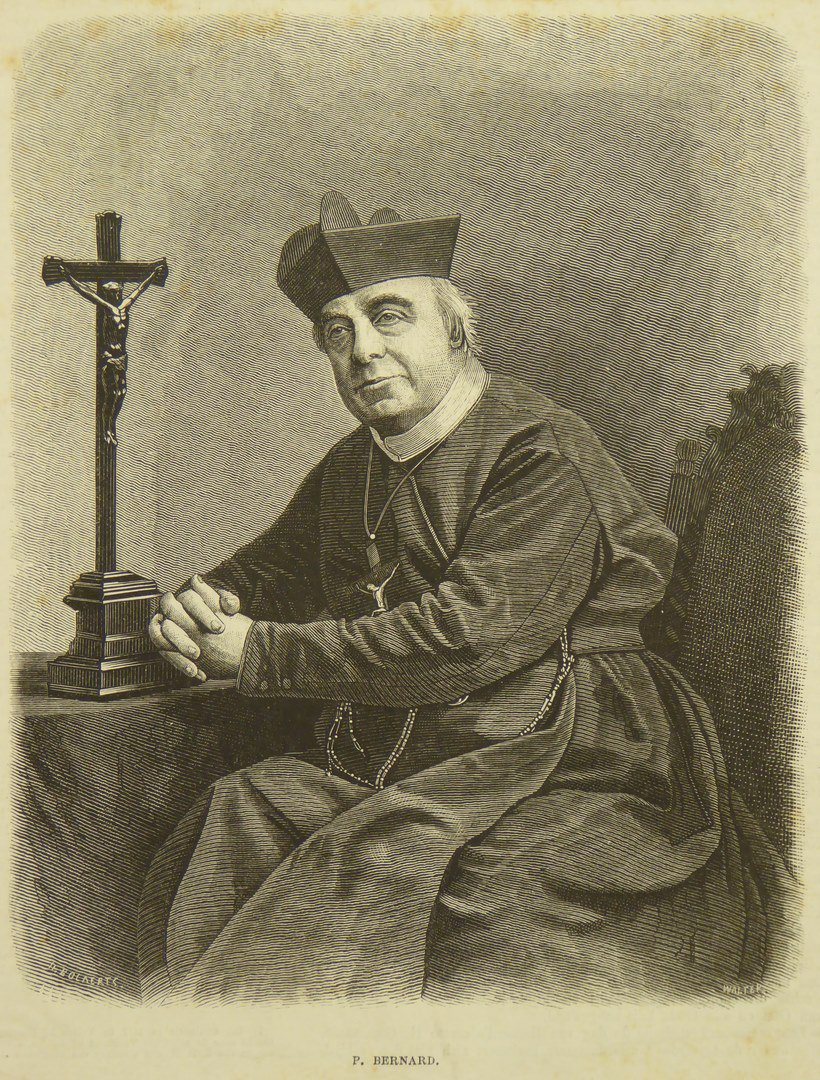
Pater Bernard Hafkenscheidt

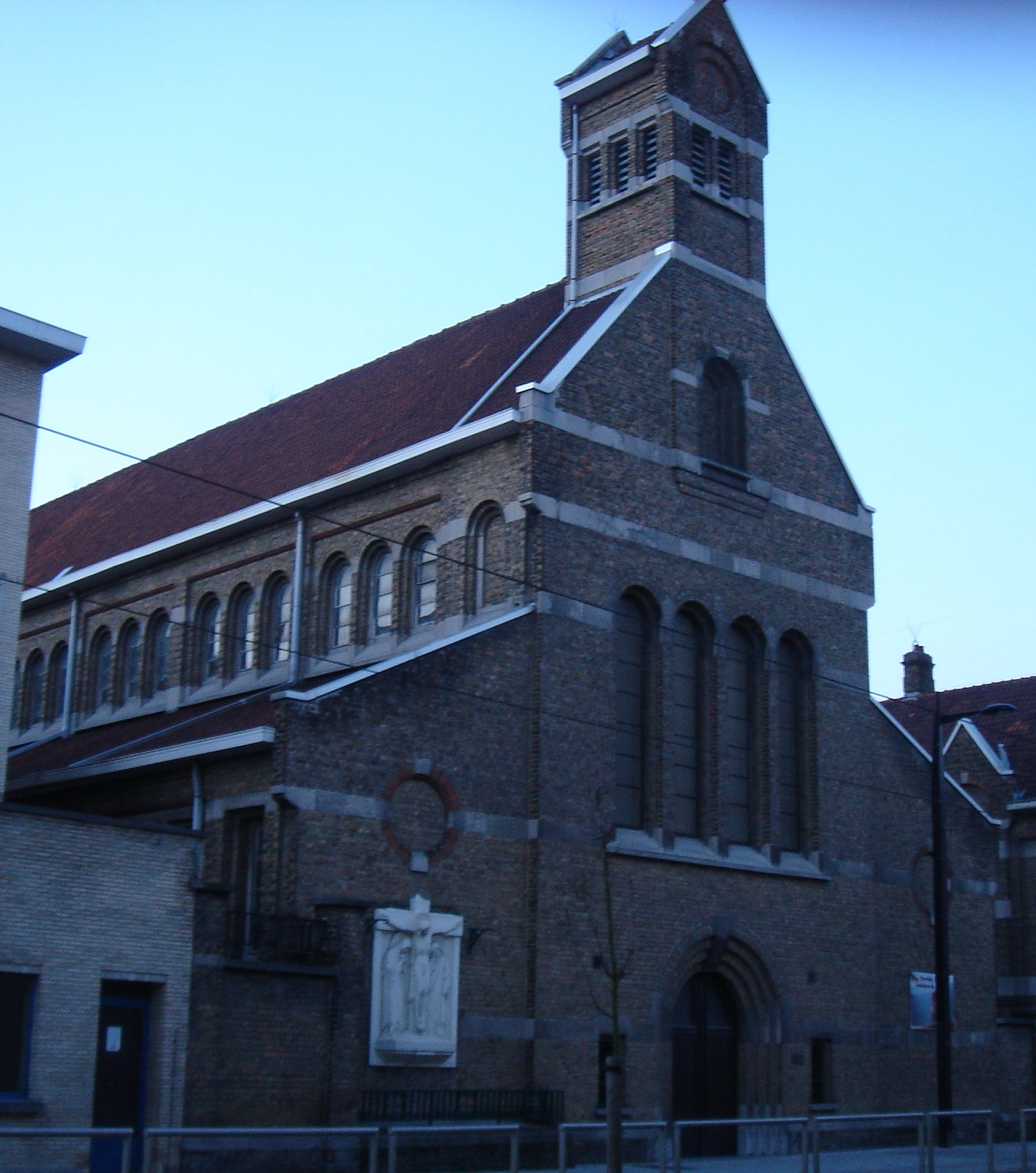
Redemptoristenkerk, Gent

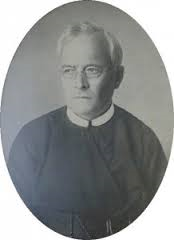
Achille Delaere (1868-1939)

De Congregatie van de Allerheiligste Verlosser (Congregatio Sanctissimi Redemptoris, C.Ss.R.) is een katholieke internationale congregatie van religieuzen, die ook bekendstaat als de redemptoristen. Het devies van de congregatie luidt: Copiosa apud Eum redemptio (Bij Hem is overvloedige verlossing, psalm 130). De redemptoristen hebben een sterk christocentrische spiritualiteit en zijn vooral bekend geworden door hun retraites, deels in eigen retraitehuizen, deels in volksmissies en vastenprediking.
In 1971 telde de congregatie ruim 8.000 leden, waarvan ongeveer 450 in België en 250 in Nederland. In 2005 was het aantal redemptoristen 5.500, verspreid over vijf continenten en 77 landen. Sinds 2022 is de Braziliaan Rogério Gomes de generaal-overste van de redemptoristen.

## Geschiedenis
In 1732 begon Alfonsus van Liguori met evangelisatie van de meest verlatenen in het toenmalige koninkrijk Napels te Scala. In 1749 verklaarde de paus de congregatie exempt (niet vallend onder de jurisdictie van een bisschop, zoals in het algemeen voor alle clerici geldt). Vooral door toedoen van Clemens Maria Hofbauer (1751–1820) verbreidde de congregatie zich buiten Italië.
In 1830 kwamen redemptoristen zich vestigen in België en in 1832 in Nederland, allereerst te Wittem (Limburg). 
In 1841 werd een Belgische provincie van de redemptoristen opgericht die bij de eerste behoorde volgens de provinciale structuur na het decreet van Paus Gregorius XVI van 2 juli 1841. Vanuit deze provincie werden verschillende viceprovincies opgericht, waaronder de Nederlandse. De Nederlandse provincie werd opgericht in 1855, twee jaar na het herstel van de bisschoppelijke hiërarchie in Nederland. De redemptorist Bernard Hafkenscheid (1807-1865) was er een beroemd en gevreesd prediker die zijn pijlen richtte tegen carnaval en andere "zedenverwildering". 

### Missionering
De congregatie der redemptoristen was erg actief in de missionering op andere continenten. Vanuit België trokken redemptoristen naar de Verenigde Staten, Canada, de Antillen en Oekraïne, vanuit Nederland naar Brazilië en Suriname.

#### Noord-Amerika
In 1844 richtten Vlaamse redemptoristen de provincie Baltimore (USA) op. Later volgden ook Franstalige viceprovincies in Oost-Canada (Quebec) en de Antillen. Met de uitbreiding van de missionering naar West-Canada –de provincies Manitoba en Saskatchewan– werd een nieuw werkveld gevonden in het apostolaat onder de Oekraïners. Deze, sinds het einde van de 19e eeuw massaal naar Canada en de VS gekomen immigranten, waren Grieks-katholiek, wat er toe leidde dat in navolging van pater Achille Delaere vele paters overgingen naar de byzantijnse ritus. Op termijn leidde deze ontwikkeling tot de oprichting van een Belgische viceprovincie in Oekraïne in 1913. In 1961 werd de Belgische provincie opgesplitst in een Vlaamse en een Waalse provincie, die zelfstandig functioneerden tot 2005 (ontstaan Sint-Clemensprovincie).

#### Zuid-Amerika
In 1865 wees Paus Pius IX het Surinaamse missiegebied toe aan de Nederlandse redemptoristen. Alle apostolisch vicarissen in Suriname waren van de orde der redemptoristen. De bekendste redemptorist die als missionaris werkzaam was in Suriname is Peerke Donders (1809-1887), die in 1982 werd zalig verklaard. Hij werkte onder meer op de melaatsenkolonie Batavia aan de Coppenamerivier. In 1958 vond de verheffing van het apostolisch vicariaat tot het volwaardig Bisdom Paramaribo plaats. Suriname is vanaf dan geen missiegebied meer. In 2000 werd het werk van de Nederlandse redemptoristen overgenomen door Braziliaanse medebroeders. In 2009 vertrok de laatste in Suriname actieve redemptorist, pater Mulder (1931-2020).

### Traditionalisme
Tussen 1963 en 1969 zijn, onder invloed van het Tweede Vaticaans Concilie en het modernisme, de statuten van de redemptoristen op een aantal punten gewijzigd, wat neerkwam op afschaffing van vele eigenheden en verzwakking van de regel. Zo kwamen vastendagen te vervallen, werd niet meer streng op het dragen van het congregatiekleed toegezien en vervielen door het opkomende moderne oecumenische streven de bepalingen in de statuten die betrekking hadden op de bekering van andersgelovigen tot het katholieke geloof door missie en prediking.
In reactie hierop kwam in 1988 een traditionalistische redemptoristencongregatie tot stand, die aanvankelijk gelieerd was met de Priesterbroederschap Sint Pius X. Deze congregatie noemt zich de Transalpijnse redemptoristen en heeft een kloostergemeenschap op het Schotse eiland Papa Stronsay. Deze congregatie is nog altijd zeer missionair – in de zin van gerichtheid op de bekering van niet-katholieken – ingesteld. Deze traditionalistische redemptoristen, die niet door het generalaat van de congregatie erkend worden, hebben bovendien de sinds 1993 geheel stilliggende missioneringsactiviteit in Rusland en Oekraïne heropgestart door priesters op te leiden die ook de Byzantijnse liturgie machtig zijn. De katholieke missionering was stilgevallen onder invloed van het oecumenische document The Balamand Declaration.
Sinds 2008 zijn deze traditionalistische redemptoristen weer in volle communio met de Heilige Stoel.

### Sint-Clemens provincie
Op 1 augustus 2005 vormde de Nederlandse provincie van de redemptoristen tezamen met de Keulse, Vlaamse en Zwitserse provincies de nieuwe provincie Sint-Clemens. Deze provincie is genoemd naar de H. Clemens Maria Hofbauer en heeft haar zetel (provincialaat) in Wittem, Nederland. In Overdinkel (Twente) vindt nog jaarlijks een processie plaats ter ere van de H. Gerardus Majella, redemptorist.

#### Behuizing
In Vlaanderen hadden de redemptoristen huizen in Jette (in 2010 verkocht aan het aartsbisdom, dat het huis vervolgens schonk aan de Broeders van Sint-Jan), Essen, Leuven (verkocht en verlaten in 2013), Antwerpen (verkocht in 2001), Sint-Truiden (verkocht in 1969) en Roeselare (doorgegeven aan de vzw De Bremstruik in 2007, verlaten in 2009). In 2009 opende 't Pandje te Izegem een vleugel bestemd voor redemptoristen. In 2013 verhuisden redemptoristen naar Heist-op-den-Berg. In april 2017 keerden de redemptoristen terug naar hun site aan de Voskenslaan in Gent die ze hadden verlaten in 2010. Op de gronden van het oude klooster werd een nieuwe redemptoristische woongemeenschap opgericht in een vorm van religieuze co-housing. Op dezelfde plaats bevindt zich nu o.a. ook de 'Clemenspoort', een leef-, vormings- en inspiratieplek waar de redemptoristen iedereen uitnodigen om mee te bouwen aan een gemeenschap die zich inspireert aan het evangelie en de spiritualiteit van de redemptoristen.

## Bekende redemptoristen
- H. Alfonsus van Liguori (1696–1787), Italiaans kerkleraar en stichter van de congregatie
- H. Gerardus Majella (1726–1755), Italiaans mysticus
- H. Clemens Maria Hofbauer (1751–1820), Moravisch 'Apostel van Wenen'
- Bernard Hafkenscheidt (1807–1865), Nederlands volksmissionaris
- Vladimir Petsjerin (1807–1885), Russisch schrijver
- Z. Petrus Norbertus Donders (1809–1887), Nederlander, 'Apostel der melaatsen en indianen' te Suriname
- Victor Augustus Dechamps (1810-1883), bisschop van Namen en kardinaal van Aartsbisdom Mechelen
- H. Johannes Nepomucenus Neumann (1811-1860), Tsjechisch missionaris en bisschop in de Verenigde Staten
- H. Franz Xaver Seelos (1819-1867), Duits missionaris in de V.S. (New Orleans)
- Franciscus Harmes (1835-1894), frater-architect te Suriname
- Wilhelmus Wulfingh (1839-1906), apostolisch vicaris van Suriname
- Cornelius van Coll (1842-1922), missionaris en etnoloog
- Jan Kronenburg (1853-1940), Nederlands hagiograaf
- Willem Marinus van Rossum (1854–1932), Nederlands eerste kardinaal sinds de reformatie
- Henri François Rikken (1863–1908), priester-schrijver te Suriname
- Achille Delaere (1868-1939), Belgisch missionaris in Canada
- Z. Kaspar Stangassinger (1871-1899), Duitse pater-pedagoog
- Gerard Wortelboer (1874-1941), Nederlands missionaris in Tamarin, Suriname
- Z. Javier Gorosterratzu Jaunarena (1877-1936), Spaans priester-historicus
- August De Nolf (1880-1970), schrijver van religieuze volksboeken
- Willem Ahlbrinck (1885-1965), schrijver en etnoloog
- Marinus van Grinsven (1885-1950), missie-inspecteur en vice-postulator
- Willem Duynstee (1886-1968), Nederlands jurist, hoogleraar Nijmegen
- Alphonse Van den Bosch (1894-1973), Belgisch bisschop te Congo
- Henricus Bloete (1844-1923), vermaard voorspreker in Vlaanderen
- Leonardus Buys (1896-1953), Nederlands enige Rector Generaal (1947-1953)
- Hans Helmer (1898-1981), priester-schrijver in Suriname, aalmoezenier in Nederlands-Indië
- Z. Ivan Ziatyk (1899-1952), Pools zalig verklaarde redemptorist-martelaar onder de Sovjets
- Jozef Weidmann (1899-1962), missionaris en actief in de Surinaamse politiek
- Stephanus Kuijpers (1899–1986), Nederlandse bisschop van Paramaribo (1958-1971)
- Bernhard Häring (1912-1998), Duits moraaltheoloog, expert tijdens Tweede Vaticaans Concilie
- Henk Manders (1913-1996), Nederlands theoloog
- Jan Dankelman (1914-1989), vice-postulator en biograaf van Peerke Donders
- Albert Speekaert (1915–1982), Belgisch aalmoezenier, auteur en neerlandicus
- Bas Mulder (1931-2020), jeugd- en mediapastoor te Paramaribo
- Aloysius Zichem (1933-2016), eerste Surinaamse bisschop van Paramaribo (1971-2003)
- Joop Vernooij (1940-2017), kerkhistoricus en surinamist